# Rókafejű nyúlhal
A rókafejű nyúlhal (Siganus vulpinus) a sugarasúszójú halak (Actinopterygii) osztályának sügéralakúak (Perciformes) rendjébe, ezen belül a nyúlhalfélék (Siganidae) családjába tartozó faj.

## Előfordulása
A rókafejű nyúlhal előfordulási területe a Csendes-óceán nyugati felén van. A következő szigetek és térségek tengervizeiben található meg: a Fülöp-szigetek nyugati része, Indonézia, Új-Guinea, Nagy-korallzátony, Vanuatu, Új-Kaledónia, Marshall-szigetek, Karolina-szigetek, Kiribati és Nauru. Újabban Tonga mellett is észrevették.

## Megjelenése
Ez a nyúlhalféle elérheti a 25 centiméteres hosszúságot, de általában csak 20 centiméteres. A hátúszóján 13 tüske és 10 sugár van, míg a farok alatti úszóján 7 tüske és 9 sugár látható. 13 csigolyája van. Megjelenésileg majdnem azonos a Siganus unimaculatussal, a kivételt a test hátsó részén, valamint a hátúszó alatt hiányzó fekete folt adja. Egyébként a hal teste és az úszói sárgák; a torka és pofája fehérek, fekete sávozásokkal.

## Életmódja
Trópusi és tengeri hal, amely a korallszirtek peremén, vagy a vízalatti sziklaszirtek szélén él. 1-30 méteres mélységek között tartózkodik. A lagúnákba gyakran beúszik, azonban az Acropora nembeli virágállatok között érzi jól magát. Az ivadékok és a fiatalok nagy rajokat alkotnak, míg a felnőttek magányosak vagy párban úsznak. Algákkal táplálkozik.

## Felhasználása
Az akváriumok számára ipari mértékben halásszák és tenyésztik. Kisebb mértékben az ember eszi is. Amikor járnak vele, vigyázni kell, mivel tüskéi mérgezőek.

## Képek

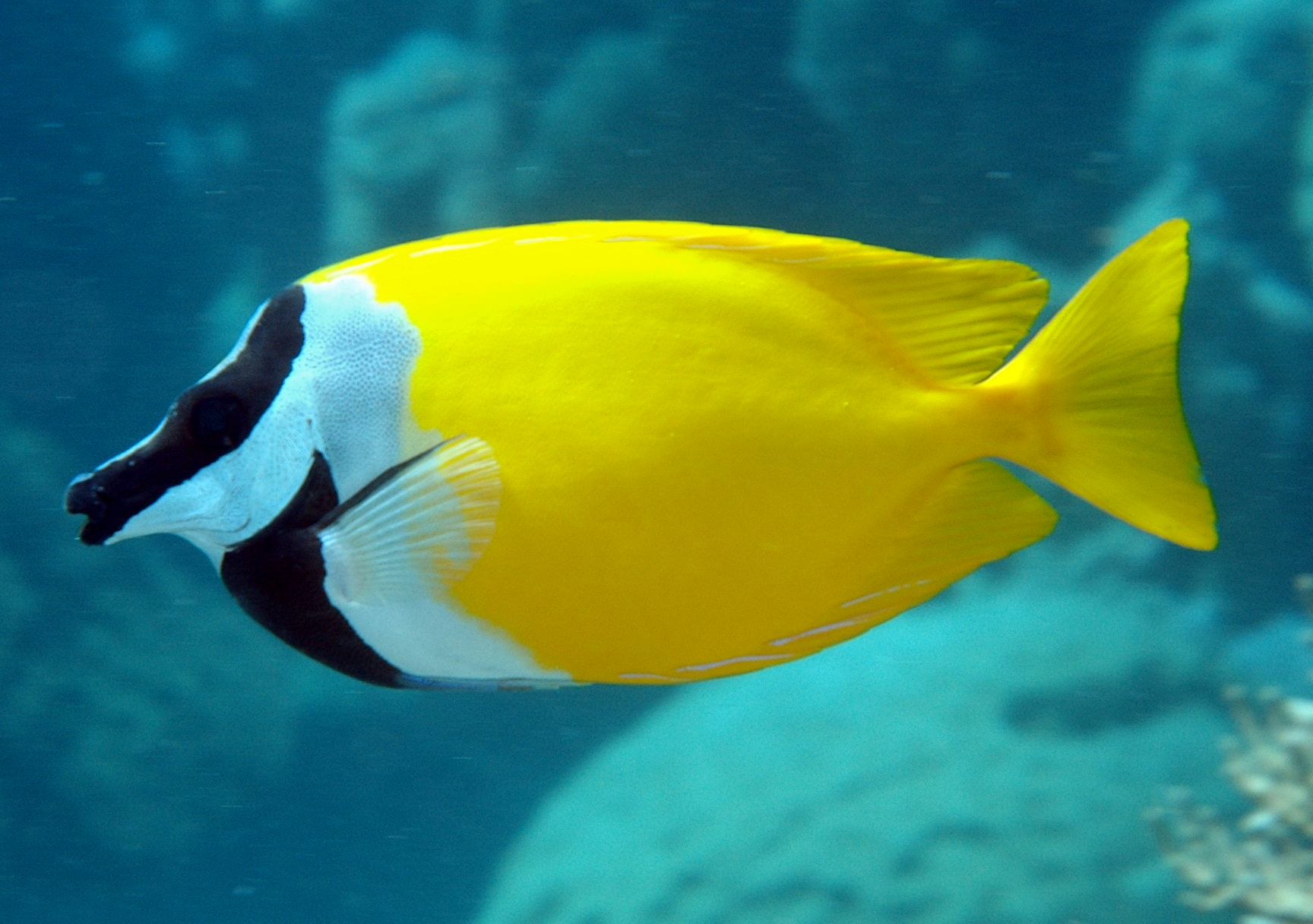
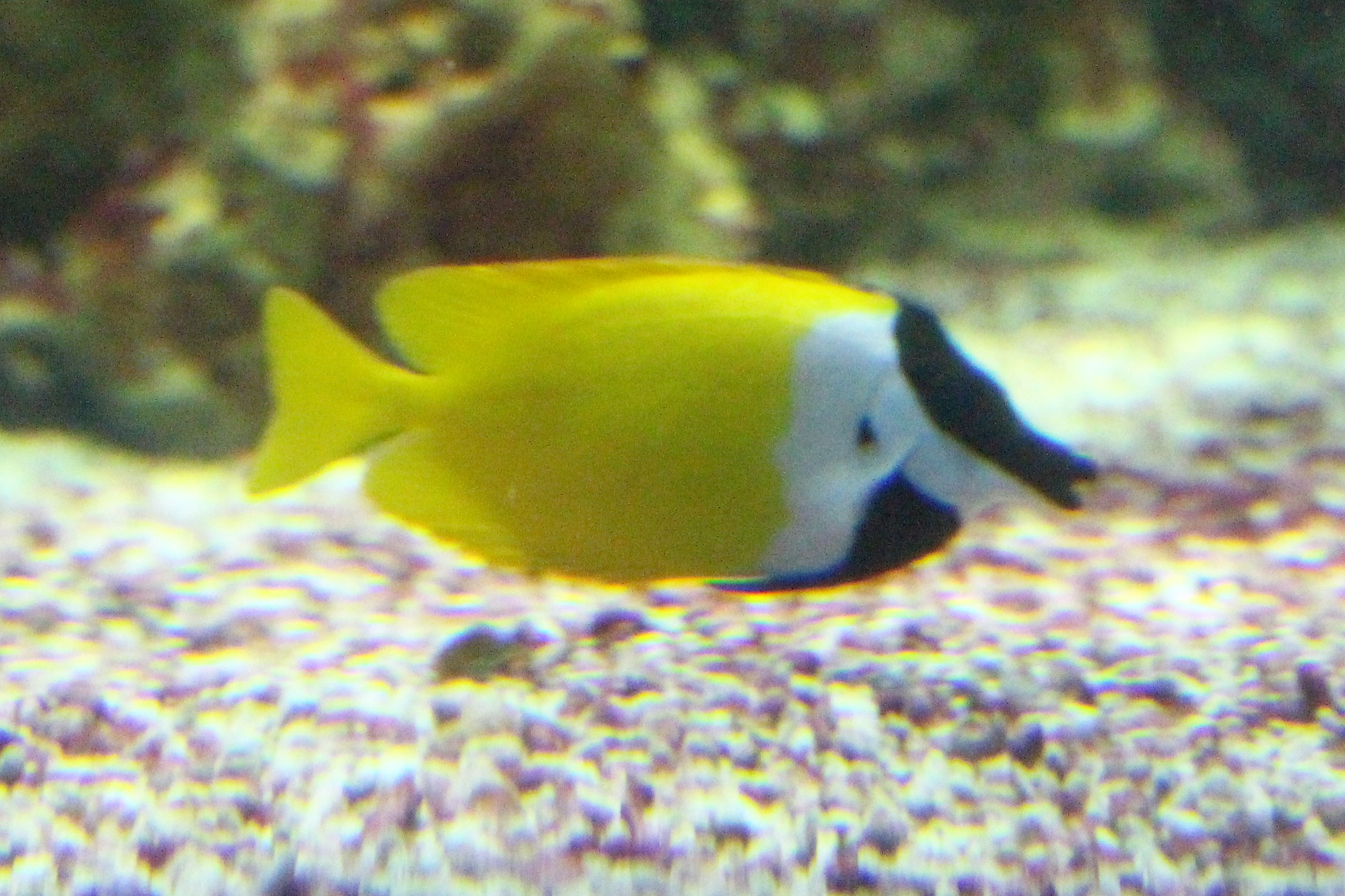
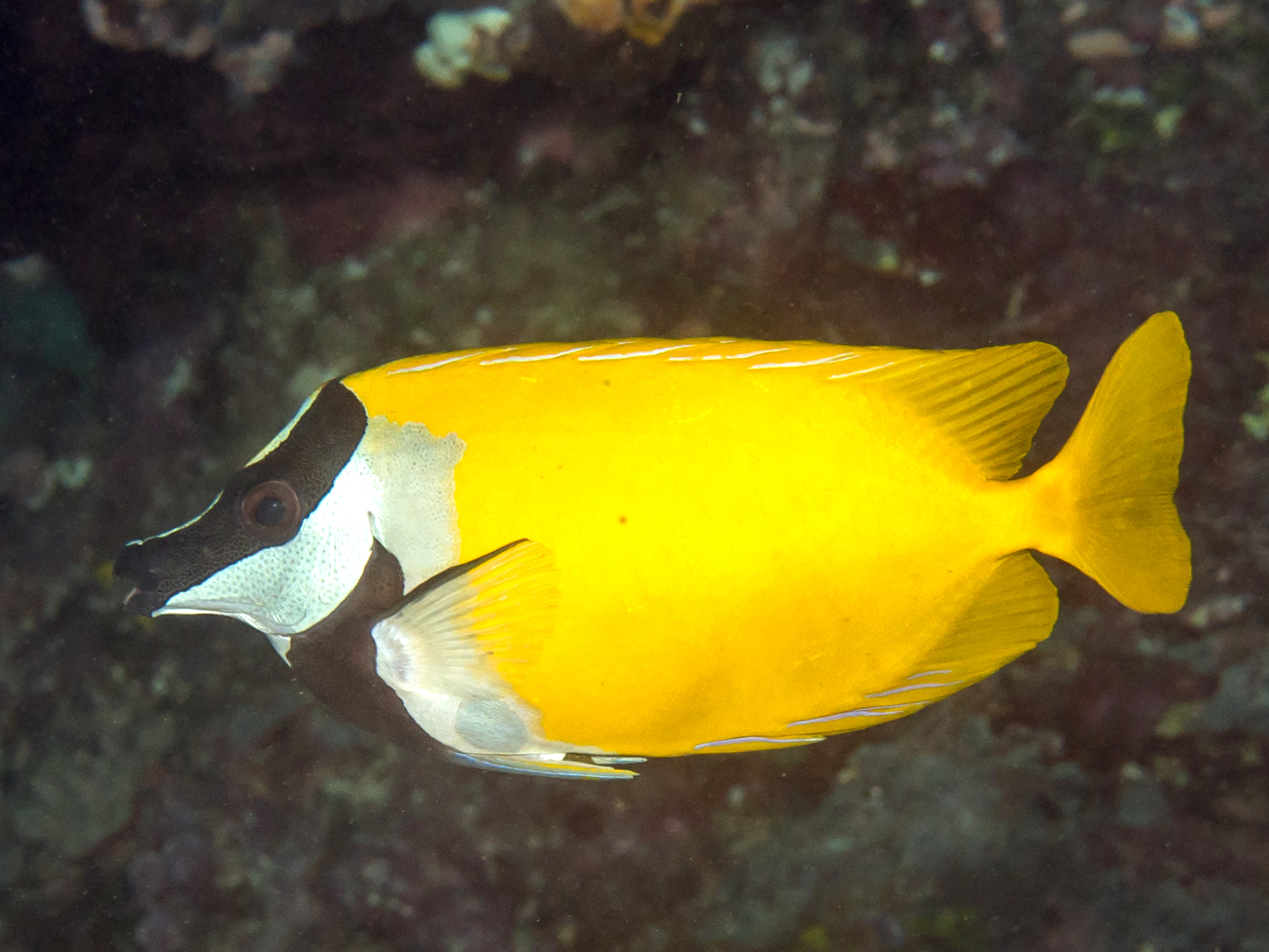
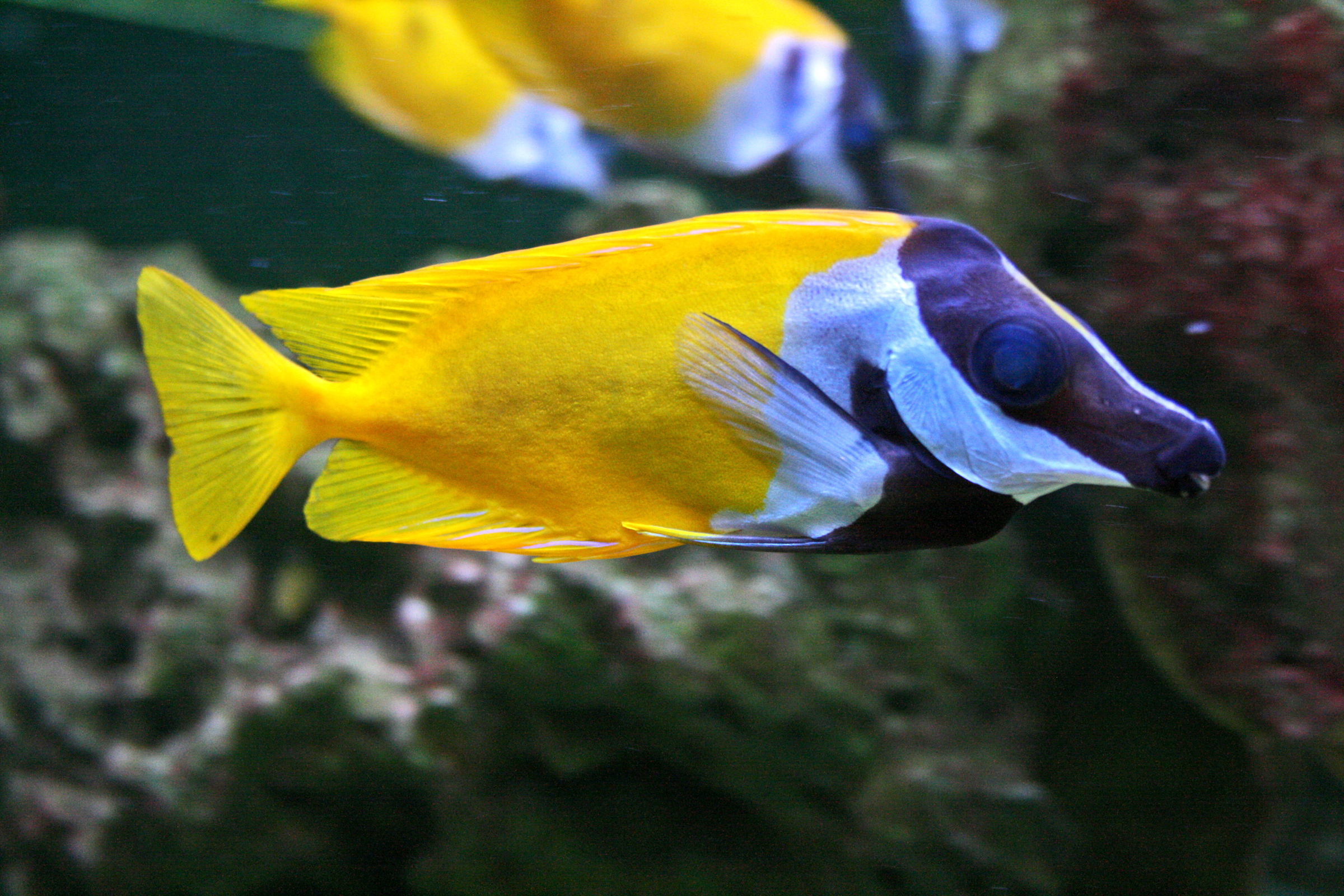
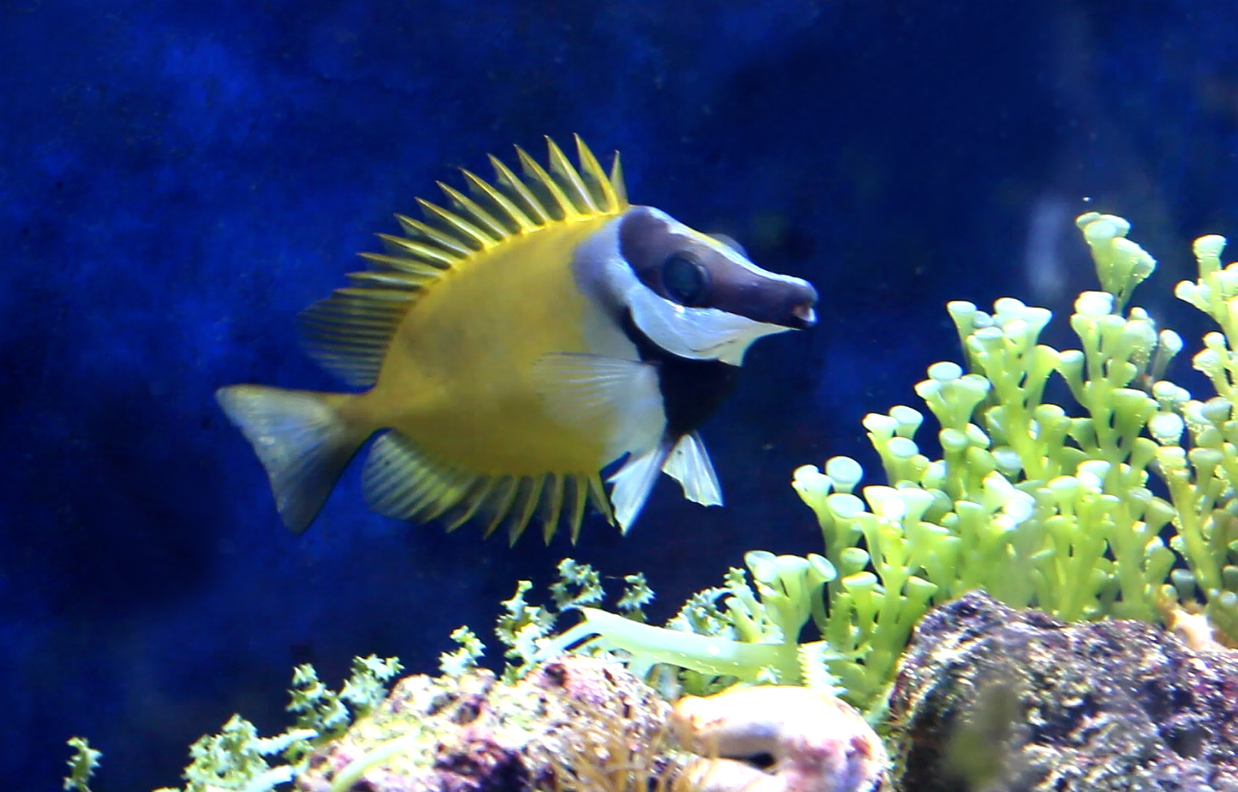